# درود بر کاتالونیا
درود بر کاتالونیا (انگلیسی: Homage to Catalonia) کتابی است با موضوع سیاسی که توسط جرج اورول نویسندهٔ سرشناسی انگلیسی در سال ۱۹۳۸ نگاشته شده‌است.
این کتاب خودزندگی‌نامه جرج اورول در زمان جنگ داخلی اسپانیا و حول حضور میدانی او در این کارزار و وقایعی است که برای جمهوری‌خواهان و آنارشیست‌های اسپانیا و علی‌الخصوص کاتالونیا پیش آمده‌است.